# 3,3′,4,4′-Tetrachlorazobenzol
3,3′,4,4′-Tetrachlorazobenzol ist eine chemische Verbindung aus der Gruppe der Chlorbenzolderivate.

## Vorkommen
3,3′,4,4′-Tetrachlorazobenzol entsteht als Abbauprodukt im Boden verschiedener Chloranilide, einschließlich Propanil und Methyl(3,4-dichlorphenyl)carbamat.
Die Verbindung kommt auch als Verunreinigung in Chemikalien und Herbiziden wie 3,4-Dichloranilin, Diuron, Linuron und Propanil vor.

## Gewinnung und Darstellung
Erstmals wurde die Synthese von 3,3′,4,4′-Tetrachlorazobenzol 1940 von Chester B. Kremer und Aaron Bendich beschrieben. Dabei wird 3,4-Dichlornitrobenzol mit Diethanolamin oder Triethanolamin umgesetzt. Die Verbindung kann alternativ durch Reduktion von 3,4-Dichlornitrobenzol mit Lithiumaluminiumhydrid oder durch die Reduktion mit Zinkstaub in Gegenwart von Natriumhydroxid synthetisiert werden.

## Sicherheitshinweise
Es wurde von Fälle von Chlorakne bei Kontakt mit 3,3′,4,4′-Tetrachlorazobenzol beschrieben.

## Regulierung
Über den Safe Drinking Water and Toxic Enforcement Act of 1986 besteht in Kalifornien seit dem 24. Juli 2012 eine Kennzeichnungspflicht für Produkte, die 3,3′,4,4′-Tetrachlorazobenzol enthalten.

## Externe Links zu erwähnten Verbindungen
1. ↑  Externe Identifikatoren von bzw. Datenbank-Links zu Methyl(3,4-dichlorphenyl)carbamat:  CAS-Nr.: 1918-18-9, EG-Nr.: 620-362-9, ECHA-InfoCard: 100.149.159, GESTIS: 490348, PubChem: 15969, ChemSpider: 15173, Wikidata: Q27155793.